# هيتشبوت

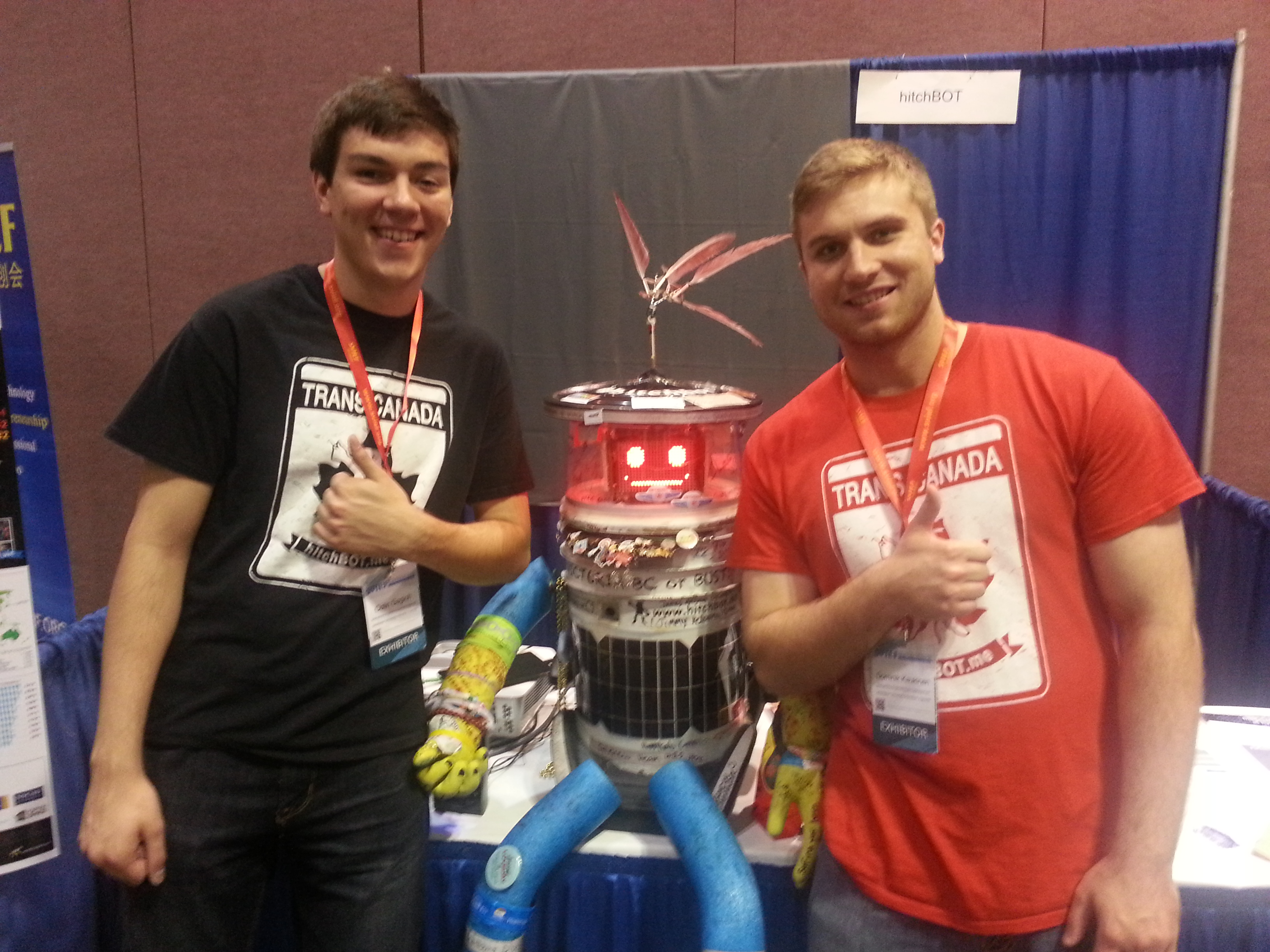
روبوت هيشبوت بين مخترعيه "تيسلر" و"سميث" ، كندا.

هيتشبوت(بالإنجليزية:Hitchbot) هو روبوت مستقل في هيئة إنسان، يستطيع المخاطبة. قام بصنعه «فراوكه تسيلر» من جامعة ريرسون بتورونتو و«ديفيد سميث» من جامعة ماكماستر بهاملتون، أونتاريو. وقد قاما بصنعه بغرض تركه التجوال في كندا بين هاليفاكس وفيكتوريا، على أن يعتمد على نفسه من دون مرافق؛ يقف على جانب طريق السيارات مؤشرا لأي سيارة يكون قائدها على استعداد لأخذه معه.

## الغرض من المشروع
يستطيع هذا الروبوت المخاطبة، ففيه جهاز عرض ويستطيع تحريك ذراعيه ويمكنه مخاطبة الناس، كما يمكنه الاتصال بالإنترنت. ولكنه لا يستطيع الحركة أو الانتقال بذاته، فهو يحتاج مساعدة الناس في ذلك، وان يأخدوه معهم في سياراتهم.
ومن أغراض المشروع معرفة عما إذا كان الروبوت يستطيع التعامل مع الناس، وفي مدى تعاون الناس معه. في نفس الوقت يفتح المشروع مجالا للمناقشة حول علاقة المجتمع مع التتقنية واكتساب معلومات عن تعامل الناس مع روبوت مستقل يمكنه مخاطبتهم.

## رحلاته
سافر الروبرت نحو 6000 كيلومتر في كندا بداها في يوم 27 يوليو 2014 . وقد اخده للمرة الأولى أحد سائقي السيارات في سيارته، حيث كان مشروعه قد أذيع في وسائل الإعلام المختلفة. وخلال ثلاثة أسابيع كان قد أخذ 18 مرة في سيارات أناس غريبين، ووصل إلى جزير فانكوفر، ومنها أرسل إلى سياتل، حتى وصل إلى فيكتوريا.
وبعد انهاء سفرياته في كندا قرر المشرفون على المشروع توسيع نظاق الرحلات. فأرسلوا هيتشبوت إلى ميونيخ في ألمانيا ليبدأ هناك يوم 13 فبراير 2015 في جولة في البلدان الغربية. وقد قام التلفزيون الألماني بإذاعة مشروعه في برنامج وثائقي يسمى «غاليليو». وبعد سفريات ورحلات متعددة خلال ألمانيا «زار» فيها معالما سياحية فيه، عاد هيتشبوت ثانيا إلى ميونيخ في يوم 22 فبراير 2015 .
. ثم تلت زيارته الثانية في بلد أوروبي فسافر من 7 - 24 يونيو 2015 خلال هولندا، حيث زار عدة احتفالات.
وكانت رحلته الرابعة وبدأت في الولايات المتحدة الأمريكية، حيث بدأ من مدينة سالم في ماساسيوتس من الساحل الشرقي في 17 يوليو 2015 ليعبر القارة نحو سان فرانسيسكو على الساحل الغربي. وبعد أسبوعين من السفريات، وصل إلى فيلاديلفيا حيث قام بعض المخربين بتكسيره، إلى حد لا ينفع معه التصليح. بتاريخ 2 أغسطس 2015 كتب أصحاب المشروع في صفحة الإنترنت تحت عنوان «أحيانا يصيب روبوتات حسنة أعمالا مؤذية».

## التقنية
صنع هيتشبوت من مواد قليلة الثمن حتى لا تغري بالاستيلاء عليه. فهو يتكون من نظام تشغيل «اندرويد» -تابلت، وجهاز أردوينو، شاشة عرض إل إي دي، ومحركات سرفو لتحريك أعضائه. كذلك زود بجوارب وخلايا شمسية وكابل يمكن توصيلة بطرف «موقد السجائر» في السيارة لإعادة شحن مركمه.
تمكن الروبوت هيتشبوت معرفة مكانه عن طريق لوحة جي بي إس، متصلة بوحدة موبايل على صفحته في الإنترنت. كما يستطيع التواصل مع فيسبوك وتويتر وانستغرام و
Google+.
بعدما يأخذه أحد قائدي السيارات معه كان يستأذنه في لقط صور للمكان ونشر معلومات عن المكان. وقد قام أصحاب مشروعه بتدوين «كتاب يوميات» عنه أثناء رحلاته في كندا. هذا وقد اصحبه أحد المغرمين به في الولايات المتحدة إلى لعبة بيسبول، وقام بتصويره هناك.